# 萨拉市镇 (瑞典)
萨拉市镇（瑞典語：Sala kommun）是瑞典中部西曼兰省的一个市镇。其治所位于萨拉。